# فابریس موامبا
فابریس موامبا (انگلیسی: Fabrice Ndala Muamba؛ زادهٔ ۶ آوریل ۱۹۸۸) یک بازیکن فوتبال اهل انگلستان که زاده جمهوری دموکراتیک کنگو است.

## باشگاهی
از باشگاه‌هایی که در آن بازی کرده‌است می‌توان به بیرمنگام سیتی، آرسنال، و بولتون واندرز اشاره کرد.

## درکذشت
در مارس ۲۰۱۲ پاتریس موامبا هافبک ۲۳ ساله بولتون واندرز در جریان بازی با تاتنهام هاتسپر در جام حذفی فوتبال انگلستان دچار ایست قلبی شد، این بازیکن نزدیک به ۷۸ دقیقه عملاً در حالت مرگ قرار داشت ولی در نهایت زنده ماند اما دیگر به فوتبال ادامه نداده است.